# イッロラーイ
イッロラーイ（イタリア語: Illorai）は、イタリア共和国サルデーニャ自治州サッサリ県にある、人口約800人の基礎自治体（コムーネ）。

## 地理

### 位置・広がり

#### 隣接コムーネ
隣接するコムーネは以下の通り。括弧内のNUはヌーオロ県所属を示す。
- ボロータナ (NU)
- ボノルヴァ
- ボッティッダ
- ブルゴス
- エスポルラートゥ
- オラーニ (NU)
- オロテッリ (NU)